# Watertoren (Assendelft)
De watertoren in Assendelft is gebouwd in 1885 en werd ontworpen door architect D. de Leeuw.
De toren heeft een hoogte van 41,85 meter en het waterreservoir heeft een inhoud van 1200 m³. De oorspronkelijke hoogte was 31,4 meter met een inhoud van 540 m³.
De Assendelftse ijsvereniging organiseert jaarlijks (ijs en weder dienende) een schaatstocht "Rondom de Watertoren".
In de jaren twintig vond een ingrijpende verbouwing plaats in de toren. Het reservoir en het dak werden verwijderd. De toren kreeg een veel grotere en hogere kop, waarin zich een betonnen reservoir bevindt.
Ook meer recentelijk is de toren gerestaureerd en opnieuw verbouwd; hierbij werd de toren geschikt gemaakt voor kantoren. Op de bovenste etage is een horecagelegenheid gevestigd.

## Externe links

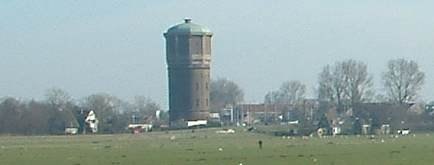
Vergezicht van de toren